# Braille coréen

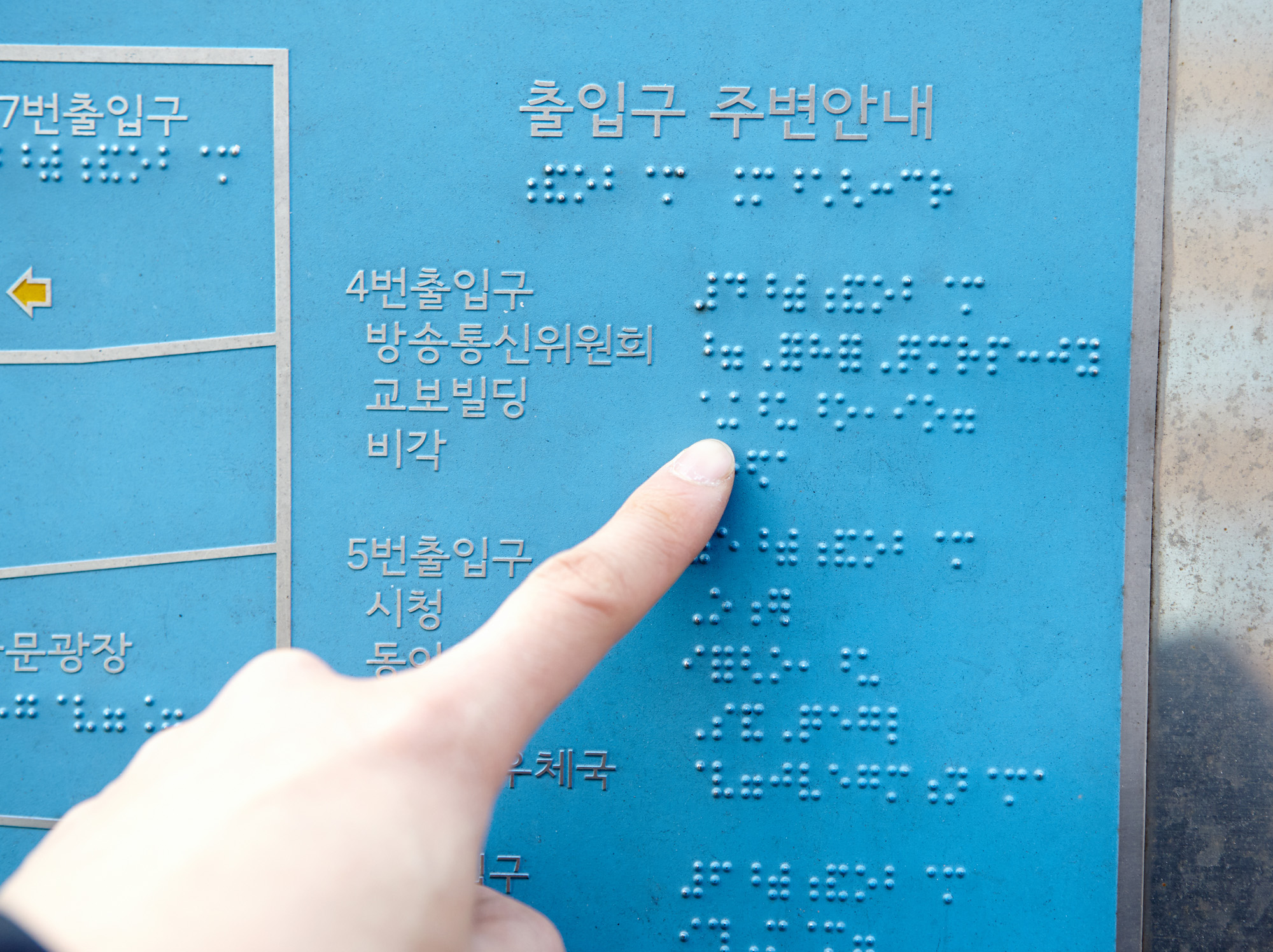

Le braille coréen est un alphabet braille adapté à la langue coréenne.
| Jamo    | ㄱ | ㄴ | ㄷ | ㄹ | ㅁ | ㅂ | ㅅ | ㅇ | ㅈ | ㅊ | ㅋ | ㅌ | ㅍ | ㅎ |
| Initial | ⠈  | ⠉  | ⠊  | ⠐  | ⠑  | ⡘  | ⠠  |    | ⡨  | ⡰  | ⠋  | ⡓  | ⠙  | ⡚  |
| Final   | ⠁  | ⠒  | ⠔  | ⠂  | ⠢  | ⠃  | ⡄  | ⠶  | ⠅  | ⡆  | ⡖  | ⠦  | ⡲  | ⡴  |

| Jamo    | ㅏ | ㅑ | ㅓ | ㅕ | ㅗ | ㅛ | ㅜ | ㅠ | ㅡ | ㅣ | ㅐ | ㅔ |
| Braille | ⡣  | ⡜  | ⡎  | ⡱  | ⡥  | ⡬  | ⡍  | ⡩  | ⠪  | ⡕  | ⡗  | ⡝  |

| Jamo    | ㅒ | ㅖ | ㅘ | ㅙ | ㅚ | ㅝ | ㅞ | ㅟ | ㅢ |
| Braille | ⡜⠗ | ⠌  | ⠧  | ⠧⠗ | ⠽  | ⠏  | ⠏⠗ | ⠍⠗ | ⠺  |

Il y a aussi des caractères pour la ponctuation ou pour des fonctions grammaticales différentes. Les nombres sont les mêmes que ceux des autres systèmes.

## Histoire
Le premier système braille adapté pour le hangeul fut conçu par Rosetta Sherwood Hall en 1894.